# Dangsinjasingwa dangsinui geot
Dangsinjasingwa dangsinui geot is een Zuid-Koreaanse film uit 2016, geregisseerd door Hong Sang-soo.

## Verhaal
Na een ruzie besluit het stel Yeong-soo en Min-jeong een pauze in hun relatie te nemen. De volgende dag verdwijnt Min-jeong spoorloos. In plaats daarvan verschijnt er een vrouw die precies op Min-jeong lijkt. Ze lijkt geïnteresseerd in het zoeken naar de ideale man en gaat op date met elke man in de stad. Op een dag keert Min-jeong terug.

## Rolverdeling
| Acteur        | Personage       |
| ------------- | --------------- |
| Kim Ju-hyuk   | Kim Young-soo   |
| Lee Yoo-Young | So Min-jung     |
| Kwon Hae-hyo  | Park Jae-young  |
| Yoo Joon-Sang | Lee Sang-won    |
| Kim Eui-sung  | Kim Joong-haeng |

## Ontvangst

### Recensies
Op Rotten Tomatoes geeft 94% van de 18 recensenten de film een positieve recensie, met een gemiddelde score van 7,84/10.  Website Metacritic komt tot een score van 74/100, gebaseerd op 6 recensies, wat staat voor "generally favorable reviews" (over het algemeen gunstige recensies)

### Prijzen en nominaties
Een selectie:
| Jaar | Evenement                    | Categorie                            | Genomineerde                   | Resultaat   |
| ---- | ---------------------------- | ------------------------------------ | ------------------------------ | ----------- |
| 2016 | San Sebastián (64ste editie) | Gouden Schelp voor beste film        | Dangsinjasingwa dangsinui geot | Genomineerd |
| 2016 | San Sebastián (64ste editie) | Zilveren Schelp voor beste regisseur | Hong Sang-soo                  | Gewonnen    |